# Landudal
Landudal is een gemeente in het Franse departement Finistère (regio Bretagne) en telt 732 inwoners (2004). De plaats maakt deel uit van het arrondissement Quimper.

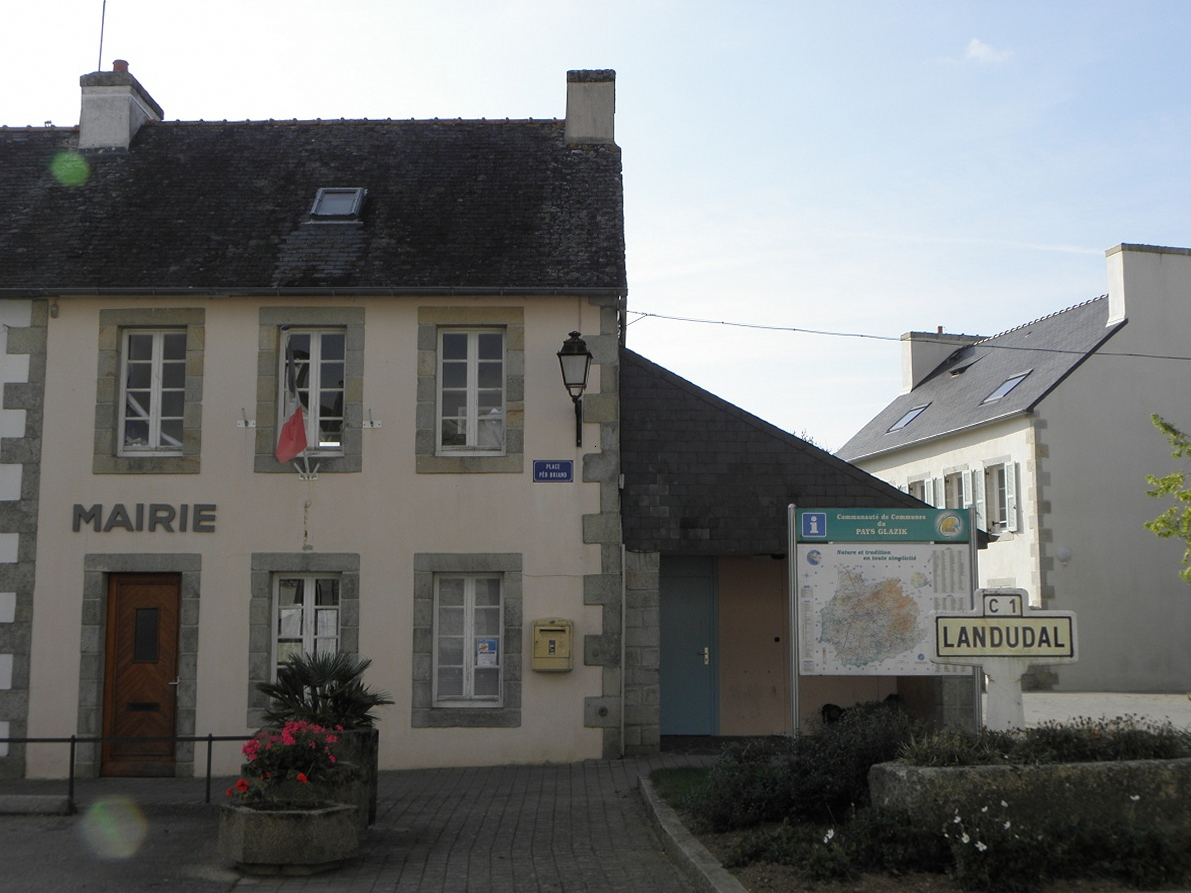
Gemeentehuis
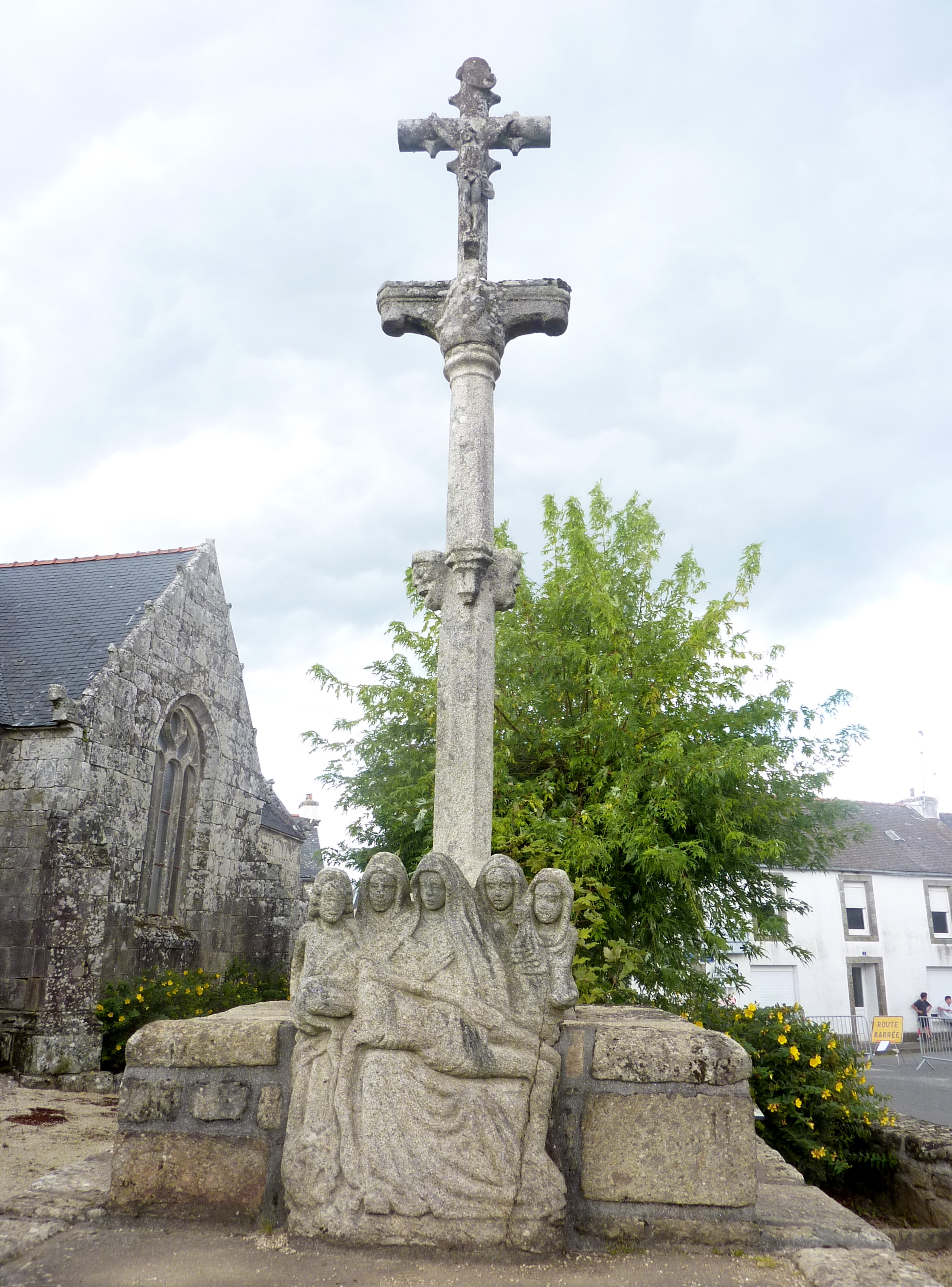
Oorlogsmonument

## Geografie
De oppervlakte van Landudal bedraagt 16,6 km², de bevolkingsdichtheid is 44,1 inwoners per km².

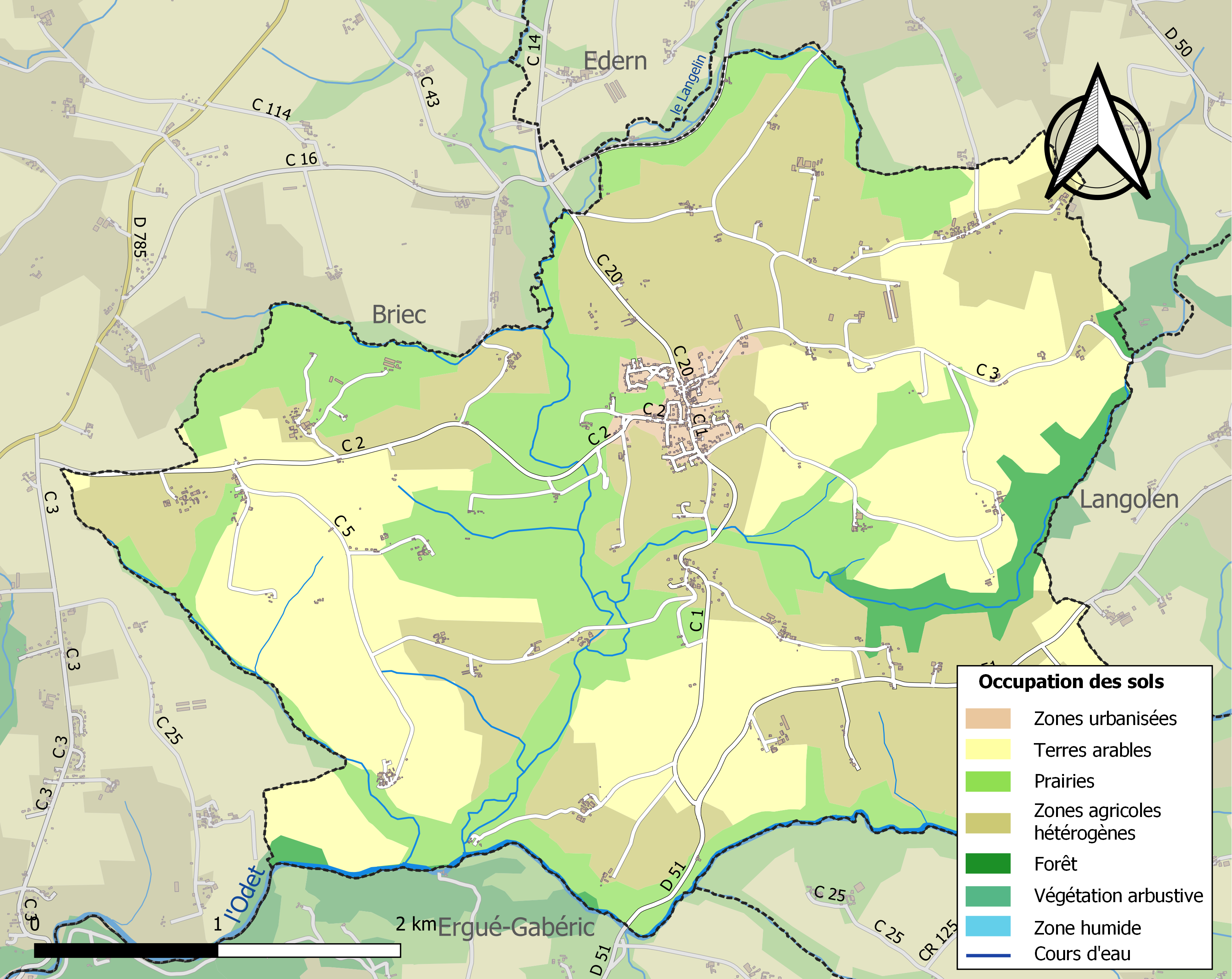
Kaart van de gemeente met de belangrijkste infrastructuur, bodemgebruik en omliggende gemeenten

## Demografie
Onderstaande figuur toont het verloop van het inwonertal (bron: INSEE-tellingen).
1. ↑  Populations de référence 2022.